# Kapuzinerkloster Traunstein
Das Kapuzinerkloster Traunstein  ist ein ehemaliges Kloster der Kapuziner in Traunstein in Bayern in der Diözese München und Freising.

## Geschichte
Das Kloster wurde 1685 gegründet und 1805 im Zuge der Säkularisation aufgelöst. Die Klosterkirche wurde anschließend als Getreidespeicher genutzt, Teile der Klosteranlage wurden abgerissen. Später erwarb der Magistrat die Gebäude und richtete darin eine Mädchenschule der Englischen Fräulein und ein Heim für Kleinkinder ein. Die Mädchenschule der Englischen Fräulein zog 1895 nach Sparz in der Nähe Traunsteins, weitere Teile der Klosteranlage wurden abgerissen und die Marienkapelle versetzt.
Die Klosterkirche dient heute unter dem Namen Kunstraum Klosterkirche als Konzertsaal und Ausstellungsraum für regionale Künstler.
In den Jahren 2017/18 soll das Areal der Klosterkirche für 8,3 Mio. Euro zu einem Kunst- und Kulturzentrum (KuKK) umgebaut werden.